# Ołena Proszczenko
Ołena Iwaniwna Proszczenko (ur. 15 września 1971 na Krymie) – ukraińska koszykarka, występująca na pozycji rozgrywającej.

## Osiągnięcia
Klubowe
- Mistrzyni Ukrainy (1996)
- Uczestniczka rozgrywek Pucharu Ronchetti (1994/95, 2001/02)[1]

Indywidualne
- Uczestniczka meczu gwiazd PLKK (2001)[2]
- Liderka PLKK w[3]:
  - przechwytach (2002, 2003, 2005)
  - skuteczności rzutów:
    - za 3 punkty (2007)
    - wolnych (2002)

Reprezentacja
- Uczestniczka mistrzostw Europy (2001 – 11. miejsce)[4]